# Circo Teatro España
El Circo Teatro España fue una sala multiuso situado en el centro de Medellín. Fue construido en 1909. Tenía capacidad para más de seis mil personas. Se encontraba en la manzana comprendida entre las carreras Girardot y Córdoba y las calles Caracas y Perú. Fue escenario de corridas de toros, presentaciones cinematográficas, operetas, zarzuelas y espectáculos circenses. Durante algunos años fue el mayor escenario de Colombia.

## Historia

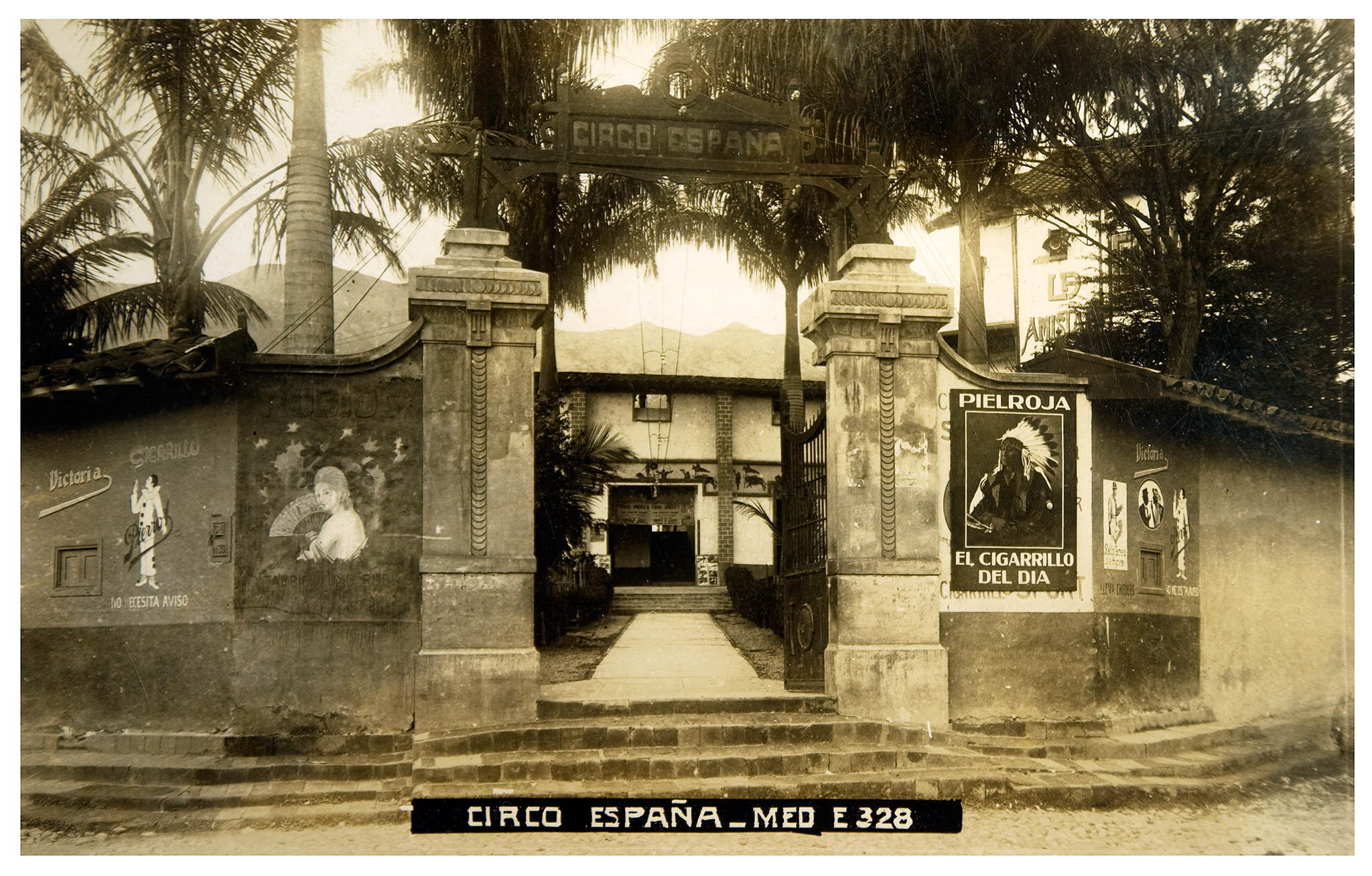
Entrada principal.

El arquitecto Horacio Rodríguez terminó de diseñar sus planos en 1906. En 1909 el Concejo de la ciudad aprobó la construcción de la obra, que comenzó el mismo año y abrió sus puertas en 1910. Se inauguró con la presentación del Circo Acrobático Palacio Real, dirigido por Honorio Palacio.
En 1912 se importó de Alemania una cubierta metálica para poder presentar funciones permanentes de teatro.
Entre los artistas que se presentaron en este escenario se encuentran las bailarinas Virginia Fábregas o Angelita Iris. Varios políticos celebraron en los años 1930 reuniones políticas en su arena, entre ellos Jorge Eliécer Gaitán y Alberto Lleras Camargo.
Allí se presentó por última vez Carlos Gardel en junio de 1935, poco antes de morir en el accidente aéreo del 24 de junio en el Aeropuerto Olaya Herrera.
A finales de la década de 1930 la estructura fue demolida tras el surgimiento de otros lugares de diversión, como el Teatro Junín.